# Franz K. (Film)
Franz K. (Originaltitel Franz) ist ein biografisches Filmdrama von Agnieszka Holland. Die tschechisch-deutsch-polnische Koproduktion soll Anfang September 2025 beim San Sebastian International Film Festival ihre Premiere feiern, Ende September 2025 in die deutschen und tschechischen Kinos kommen und Ende Oktober 2025 in die polnischen.

## Produktion

### Filmstab, Besetzung und Dreharbeiten
Die Filmbiografie ist vom Leben des tschechischen Romanautors und Schriftstellers Franz Kafka inspiriert. Regie führte Agnieszka Holland. Das Drehbuch schrieb Marek Epstein, mit dem Holland bereits für Charlatan zusammenarbeitete.
Der deutsche Schauspieler Idan Weiss spielt den Schriftsteller Franz Kafka. Die Schweizerin Carol Schuler spielt seine Verlobte Felice Bauer. Zu den weiteren Darstellern gehören unter anderem Jenovéfa Boková als Kafkas Freundin Milena Jesenská, Peter Kurth als der Vater des Romanautors und Maria Schrader als dessen Mutter Julie, Ivan Trojan als sein Onkel Siegfried Loewi, Katharina Stark als seine Schwester Ottla, Josef Trojan, Sandra Korzeniak, Jan Budař, Emma Smetana und Sebastian Schwarz. Letzterer spielt Kafkas Verleger Max Brod. Ivan Trojan und sein Sohn Josef spielten beide bereits in Hollands Charlatan. Das Casting übernahmen Alexandra Montag und Anna-Lena Slater.
Die Dreharbeiten fanden zwischen April und Juni 2024 in Deutschland und Tschechien statt. Als Kameramann fungierte Tomasz Naumiuk.

### Filmmusik, Marketing und Veröffentlichung
Die Filmmusik komponierten wie bei Hollands Film Charlatan Antoni und Mary Komasa-Łazarkiewicz.
Der erste Trailer wurde im Juli 2025 vorgestellt. Die Premiere des Films ist Anfang September 2025 beim San Sebastian International Film Festival geplant. Ebenfalls im September 2025 wird der Film beim Toronto International Film Festival, bei der Filmkunstmesse Leipzig  und beim Polnischen Filmfestival Gdynia gezeigt. Am 25. September 2025 soll die tschechisch-deutsch-polnische Koproduktion in die deutschen und tschechischen Kinos kommen und am 24. Oktober 2025 in die polnischen.

## Auszeichnungen
Polnisches Filmfestival Gdynia 2025
- Nominierung für den Goldenen Löwe im Hauptwettbewerb

San Sebastian International Film Festival 2025
- Nominierung im Wettbewerb für die Goldene Muschel